# Taulliraju
El Taulliraju (possiblement del quítxua tawlli un tipus de llegum, rahu neu, gel, muntanya amb neu,) és una muntanya de la Cordillera Blanca, als Andes del Perú, que s'eleva fins a 5.830 msnm (tot i que hi ha fonts que citen 6.303 metres d'altitud). Està situada entre les províncies del Huaylas i Pomabamba, a la regió d'Ancash. El Taulliraju es troba a l'interior del Parc Nacional del Huascarán, al sud-est del Pucajirca i l'est del Rinrijirca.